# Hrabstwo Lamar (Teksas)
Hrabstwo Lamar – hrabstwo położone w USA w stanie Teksas. Siedzibą hrabstwa jest miasto Paris. Według spisu z 2020 roku przekroczyło 50 tys. mieszkańców. Północną granicę hrabstwa tworzy rzeka Red River, natomiast południową granicę wyznacza rzeka North Sulphur. W północnej części hrabstwa znajduje się liczące tysiąc akrów Jezioro Crook.

## Gospodarka
Jest to hrabstwo przeważająco rolnicze, gdzie 52% areału stanowią pastwiska, 37% uprawy i 9% to obszary leśne.
- produkcja paszy (17. miejsce w stanie)[4]
- hodowla bydła (26. miejsce), trzody chlewnej (26. miejsce), koni i kóz[4]|
- uprawa kukurydzy, pszenicy, soi, bawełny, orzeszków ziemnych i sorgo[4][2]
- akwakultura[4]

## Sąsiednie hrabstwa
- Hrabstwo Choctaw, Oklahoma (północ)
- Hrabstwo Red River (wschód)
- Hrabstwo Delta (południe)
- Hrabstwo Fannin (zachód)
- Hrabstwo Bryan, Oklahoma (północny zachód)

## Miasta
- Blossom
- Deport
- Paris
- Reno
- Roxton
- Sun Valley
- Toco

## CDP

Piramida wieku hrabstwa

- Powderly

## Demografia
W 2020 roku 80,7% mieszkańców hrabstwa stanowiła ludność biała (73,5% nie licząc Latynosów), 13,5% to byli czarnoskórzy Amerykanie lub Afroamerykanie, 3,0% miało rasę mieszaną, 1,9% to rdzenna ludność Ameryki i 0,8% to byli Azjaci. Latynosi stanowili 8,4% ludności hrabstwa.

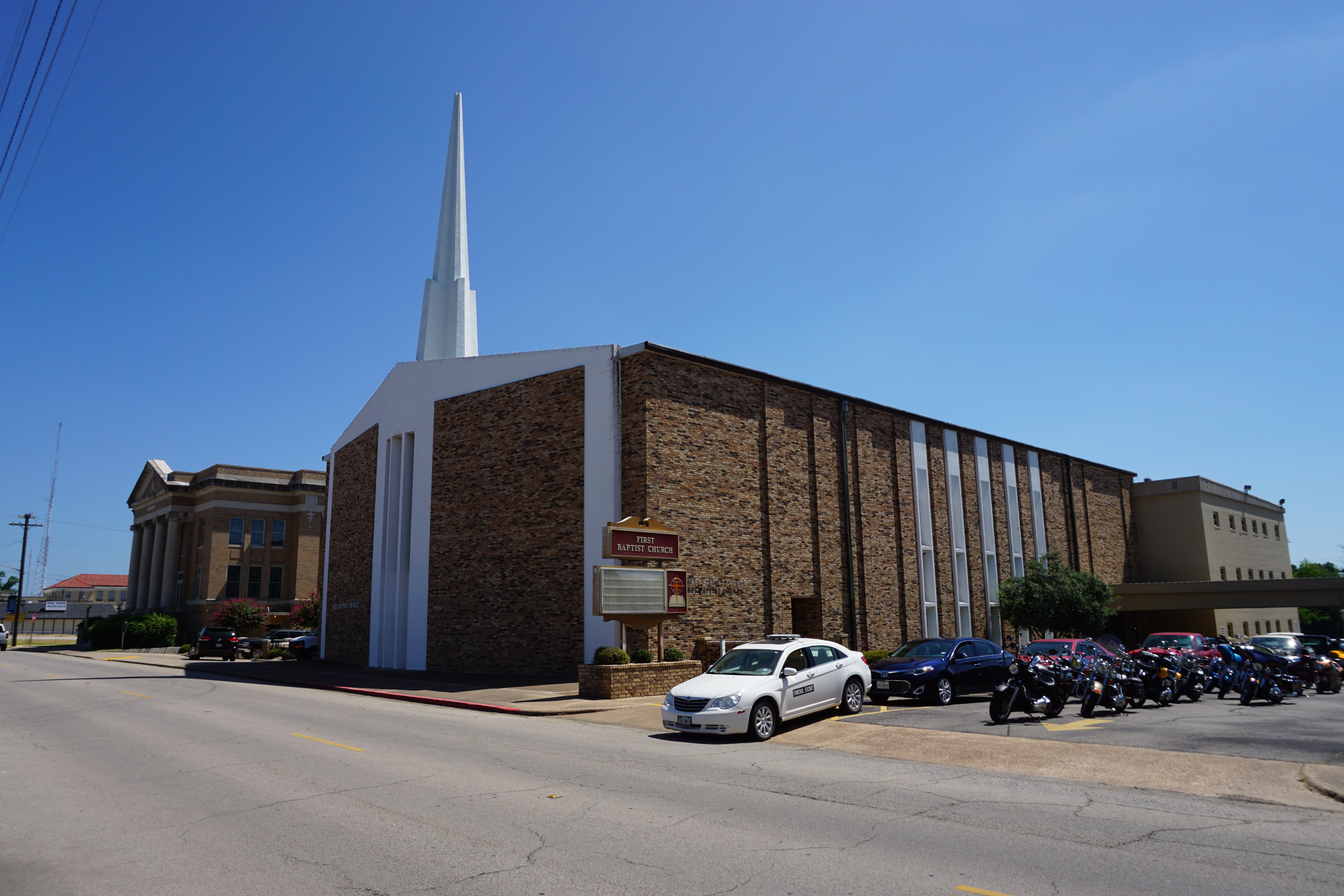
Pierwszy Kościół Baptystów w Paris.

## Religia
W 2010 roku większość mieszkańców była protestantami, a wśród nich przeważali: baptyści (27,5%), zielonoświątkowcy (7,2%), metodyści (5,6%), campbellici (5,2%) i bezdenominacyjni (4,0%).
Wśród pozostałych ugrupowań religijnych przeważali katolicy (5,0%) i mormoni (1,3%).